# Episodi de Il nostro amico Charly (seconda stagione)
| n. | Titolo originale          | Titolo in italiano       |
| -- | ------------------------- | ------------------------ |
| 1  | Weihnachten mit Charly    | Regalo di Natale         |
| 2  | Die Auffangstation        | Il centro di accoglienza |
| 3  | Abschied von Johannes     | Addio Johannes           |
| 4  | In Quarantäne             | Quarantena               |
| 5  | Affentheater im Hotel     | Una gran confusione      |
| 6  | Charly als Held           | Traffici illegali        |
| 7  | Philipps Bruder           | Il fratello di Philipp   |
| 8  | Schneegänse               | Oche con sorpresa        |
| 9  | Affen weinen nicht        | Un'amica per Charly      |
| 10 | Stürmisches Wochenende    | Operazione conigli       |
| 11 | Charly, Retter in der Not | Charly il salvatore      |
| 12 | Charly auf Abwegen        | Charly nei guai          |
| 13 | Charly als Schotte        | Charly lo scozzese       |